# Grime
Grime är en genre av elektronisk dansmusik som uppstod i östra London i början av 2000-talet. Grime växte fram ur musikgenren UK garage och har som många andra genrer av elektronisk dansmusik hämtat mycket från den jamaicanska sound system-kulturen. Genren är tydligt influerad av andra musikgenrer som jungle, drum and bass, reggae och hiphop. Likheterna med hiphop är att grime nästan uteslutande är rapbaserat, då emceeing är en av genrens viktigaste beståndsdelar. Det som skiljer grime och UK garage är att grime är hårdare, mörkare och betydligt mindre "dansgolvsvänligt". Musikstilen karaktäriseras av sina snabba breakbeats, oftast runt 140-bmp/minut, mörka bas och ofta konstiga, futuristiska och osammanhängande elektroniska ljud.
Grime spred sig från början genom piratradiostationer och undergroundspelningar, fester och raves. Genren fick senare större genomslag med hjälp av MC:s som Wiley, Kano, Dizzee Rascal och Lethal Bizzle. Andra framstående artister inkluderar MC:s som Skepta, Millie B, JME, Jammer och Stormzy, samt framstående grupper eller "crews" som Roll Deep, N.A.S.T.Y. Crew, Boy Better Know och Ruff Sqwad. Idag har genren stort genomslag såväl i hemlandet som internationellt, och har beskrivits som en av de viktigaste musikgenrerna att komma från Storbritannien på flera årtionden.

## Historia

### Framväxt
Grime uppstod i början av 2000-talet i London. Genren fick sitt genomslag genom piratradiostationer i Storbritannien som Rinse FM, Heat FM och Deja Vu, och det var genom piratradio som artisterna först fick en plattform och en publik. Piratradiostationer var i början av 2000-talet ett väletablerat fenomen i Storbritannien, framförallt i London, och många av genrens föregångare som UK garage och jungle hade under 1980- och 1990-talet växt fram och blivit väletablerade tack vare piratradio. På grund av att moderna sociala medier inte fanns och att de stora och väletablerade radio- och TV-kanalerna generellt var ointresserade av musikgenren var piratradion väsentlig för hur genren utvecklades. Det var vanligt att man under en radiospelning sände live med MC:s och DJ:s i studion i realtid, istället för att bara sända låtar. MC:s kom till studion och rappade över de instrumentaler som DJ:n spelade, mycket likt hur en liveshow skulle vara upplagd. I genrens begynnelse var det således ovanligt att lyssnarna ens visste hur artisterna de lyssnade på piratradiokanalerna såg ut. Detta gjorde MC:ernas röst otroligt viktig för deras framgång. I en konkurrenskraftig och förhållandevis liten och smal genre, tvingades MC:s utveckla distinkta vokalstilar, ad-libs och accenter för att stå ut från mängden på piratradiosändningarna. Till skillnad från en livespelning där en eller två MC:s var spelningens värdar, kunde flera personer sändas på piratradion - ibland upp till 10 MC:s live under en sändning.
I slutet av 1990-talet växte UK garage i popularitet och fann också kommersiell framgång med liveshower på Kiss 100 och BBC Radio 1. Medan många av de populära UK garage-låtarna präglades av R&B och soul-influenser, började det samtidigt också dyka upp garage som istället var hårdare och mörkare. Garage-grupper som So Solid Crew, Heartless Crew och Pay As U Go började bana väg för vad som så småningom skulle kallas grime. Medlemmar av dessa grupper, eller enligt engelskans crews, skulle börja experimentera med tillgängliga datorprogram för att skapa sin musik, som Fruityloops för att skapa egna instrumentaler att ta med till spelningar. Det var vanligt att man laddade ner musikprogram genom fildelningsprogram som Napster eller Limewire.
Vad som var den första grime-låten är hett diskuterat. Vissa menar att Pay As U Go's "Know We" eller så Solid Crew's "Dilemma" (båda släppta 2000) är de första låtarna som kan kallas för grime, däremot anses också "Eskimo" av Wiley (producerad julen 1999, men släpptes 2002) och "Pulse X" av Youngstar (släppt 2002), ofta vara de första renodlade grime-låtarna. Andra låtar och instrumentaler som var bland de första som stämplades som grime inkluderar "Ice Rink" och "Igloo" av Wiley och "Creeper" av Danny Weed.
Grime är inte en avgrening från tidig elektronisk musik eller hiphop, utan snarare en genre som bygger på en mängd olika influenser. Tidigare innovativa artister som Dizzee Rascal och Wiley kunde eklektiskt plocka från de starka trummorna från drum and bass, lyrik och vokalstilar från garage och förändra några av dancehallens rytmer för att fånga alla olika genrers essenser och lägga till en ny dimension som var i lägre tempo till mixen. Genrens popularitet växte exponentiellt i Storbritannien, eftersom människor över scenens musikaliska spektrum uppskattade grime eklektiska mix av instrumentering och subkulturer. Grime fick däremot aldrig samma uppmärksamhet världen över som den gjorde i Storbritannien. Liksom många andra mindre mainstreamformer av brittisk elektronisk musik, förblev dess huvudscen och publik i Storbritannien.
Liksom de tidiga dagarna av hiphop var en viktig aspekt av grime konflikterna och rap-striderna (se engelskans rap-battle), som ofta dokumenterades av producenten och Boy Better Know-medlemmen, Jammer. Jammer, som är känd för att ha varit värd för clashing-tävlingar, för de MC:er för att slåss i den legendariska Lord of The Mics-serien - ett viktigt del av grimes historia, där några av dagens bästa MC-spelare skulle gå head-to-head med sina motståndare. Dessa sessioner spelades ofta in på olika platser över hela London - av vilka många finns på YouTube. För att se några av de mest ikoniska clasherna kan man titta på: Wiley vs Kano, Skepta vs Devilman och Demon vs Bashy.
Dizzee Rascal, Wiley, Kano och Lethal Bizzle var bland de MC:erna som ledde genren till sin initiala mainstreamframgång mellan 2003 och 2004, med sina album Boy in Da Corner (2003), Treddin 'on Thin Ice (2004), Home Sweet Home (2005) och Against All Oddz (2005). Dizzee Rascal blev hyllad av kritiker och fick stor kommersiell framgång med debutalbumet Boy in Da Corner som  2003 vann det prestigefyllda Mercury Music Prize.

## Undergenrer och olika stilar
Många undergenrer inom grime var från början namn som användes för att beskriva hela genren, och i början av 2000-talet möttes namnet "grime" med stort motstånd från stora delar av scenen. Grime blev slutligen det övergripande namnet för många olika nischer inom genren.

### 8 - bar
Grime kännetecknas vanligtvis av fyra beats till en bar, i 8 eller 16 barcykler. Det är en av orsakerna till att grime inofficiellt kallades 8 bar eller 16 bar i början. 8-bar är en subgenre eller stil först sedd i Youngstars instrument "Pulse X". 8-bar karaktäriseras av instrumentaler som är 8 bars (ca 14 sekunder) långa och går om varandra, vilket innebär att efter varje 8-bars som en MC rappar börjar en ny rytm. Detta var i motsats till "nu shape", en annan stil av grime som uppmuntrade 16–32 barmönster.

### Eskibeat
Eskibeat var namnet som Wiley gav genren i början av 2000-talet. Eskibeat kommer från början från eskimo, det engelska ordet för Eskimå - den folkgrupp som lever i några av jordens kallaste miljöer. Detta reflekterade Wileys sinnesstämning under tiden, vilken var "kall" och "arg". Eskibeat har senare utvecklats till sin egen undergenre till grime och har dragit mycket inspiration från Wileys instrumentaler Igloo och Eskimo, två av de första exemplen på både grime och eskibeat. Eskibeat har under årens gång haft en massiv inverkan på grimes utveckling.

### Sino-grime
Sinogrime är en term som myntades av Kode9 2005 för att beskriva en stil med grime som inkorporerade östasiatiska motiv, såsom traditionella östasiatiska instrument och samples från vintage Kung Fu-filmer. Stilen fanns emellertid före detta, till exempel i Jammers instrumentella "Chinaman" som släpptes 2003 och inkluderade ett sampling från kampsportfilmen Twin Warriors från 1993. Stilen användes ursprungligen av många MC:s och producenter, som DJ Target, Wiley, Terror Danjah, Ruff Sqwad, Jammer, Geenus, DJ Wonder och Wookie. I en intervju 2003 sa Wiley att han "brukade titta på många Kung Fu-filmer" och brukade gå till en butik som heter Sterns för att hitta världsmusik att ta prov på. Dizzee Rascal sade att hans låt "Brand New Day", som släpptes 2003, inspirerades också av Kung Fu-filmer. Begreppet gäller inte nödvändigtvis grime tillverkad i Japan eller Kina, såvida inte instrumentet inkluderar östasiatiska motiv. Journalisten Dan Hancox föreslår att sinogrime återspeglade en förskjutning från att titta mot Amerika för inflytande och istället se till öst. Detta var möjligen resultatet av den ökande populariteten av japanska videospel och kinesiska filmer som innehöll musik från deras respektive länder.

### Sublow
Sublow var en tidig undergenre till grime och var från början tillsammans med bland annat Eski-beat ett namn som användes för att referera till hela genren. Sublow definieras av tunga syntar, djup bas och skarpa rytmer.

### Rhythm and Grime
Rhythm and Grime, även känt som R&G, är en stil som under 2004–2005 pionjerades av producenterna Terror Danjah, DaVinChe och Scratcha DVA, tillsammans med stöd från BBC 1Xtras DJ Cameo. Stilen blandade grime med R&B, som visar upp en mjukare sida av grime, ofta med tillhörande R&B-sång, samtidigt som det hårda ljudet av grime var 140 bpm. Många R&B-sångare i Storbritannien, som Sadie Ama, Lady Ny, Katie Pearl och Gemma Fox skulle uppträda över R&G-instrument, vanligtvis utan en MC som rappade vid sidan av dem. Många grimeartister gjorde också olika R&G-spår, som Ruff Sqwad, Wiley, Kano, Skepta och Dizzee Rascal. Lady Ny har uttalat att hon var den första kvinnan som sjöng på grime, och den första kvinnan som tog fram en blandning. Det fanns en viss push back mot R&G från människor som tyckte det var för amerikaniserat, till exempel DJ Logan Sama som hänvisade till R&G som att ha "gimmicks".

## Svensk grime
Den mest framstående grime-artisten i Sverige är Max Peezay. Peezay har bland annat gjort albumet Discokommitén (2005), vilket är ett av få exempel på svensk renodlad grime. Albumet, likt mycket grime, innehåller tydlig samhällskritik och en blek socialrealism. På albumet finns även samarbeten med bland annat MC:n Trim från genrens integrala kollektiv Roll Deep. 2007 vann Peezay P3 guld i kategorin hiphop/soul.